# Чуим
Чуим (в верхнем течении — Верхний Чуим) — река в России, протекает по территории Койгородского района Республики Коми. Устье реки находится в 21 км по правому берегу реки Тыбъю. Длина реки составляет 64 км.
В 55 км от устья, по левому берегу реки впадает река Рытвож.

## Данные водного реестра
По данным государственного водного реестра России относится к Двинско-Печорскому бассейновому округу, водохозяйственный участок реки — Вычегда от истока до города Сыктывкар, речной подбассейн реки — Вычегда. Речной бассейн реки — Северная Двина.
Код объекта в государственном водном реестре — 03020200112103000019263.